# Liberland
Le Liberland, en forme longue la république libre du Liberland (en tchèque : Svobodná Republika Liberland), est une micronation, proclamée le 13 avril 2015 par Vít Jedlička sur un territoire situé sur la rive ouest du Danube, à la frontière entre la Croatie et la Serbie. Il revendique une petite parcelle de terre, au bord du Danube, appelée Gornja Siga. En raison du différend frontalier entre la Croatie et la Serbie, certaines terres sont revendiquées par les deux pays, d'autres par aucun.

## Histoire
Le site officiel du Liberland explique que l'État pourrait être fondé sur un territoire non revendiqué en raison du problème de droit posé par le différend frontalier entre la Croatie et la Serbie. Après les guerres de Yougoslavie, l'actuel talweg du Danube est devenu la frontière serbo-croate de fait, mais la Croatie revendique comme frontière l'ancien talweg du Danube avant régularisation. Ainsi, certains territoires, tels que l'île de Vukovar ou l'île de Šarengrad, ont été disputés. Dans le secteur du Danube en amont de la confluence du Drave, huit grands territoires situés rive gauche, délimités par l'ancien cours du Danube, sont revendiqués à la Serbie par la Croatie et quatre territoires plus petits, situés rive droite, sont considérés comme serbes selon le point de vue croate, mais la Serbie ne les reconnaît pas comme siens puisqu'elle ne reconnaît pas la frontière revendiquée par la Croatie. Le plus grand de ces territoires serbes selon la Croatie, mais croates selon la Serbie, est celui de Gornja Siga investi par le Liberland. Par ailleurs le chenal navigable du Danube est classé parmi les eaux internationales.
Selon Vít Jedlička, puisque ni la Croatie, ni la Serbie ni une autre nation ne réclame ce territoire, il est une terra nullius (« une terre sans maître ») dont la frontière est bordée par des eaux internationales (Danube) et qui n'interfère avec aucune souveraineté.
Vít Jedlička est membre du Parti des citoyens libres, inspiré par le libéralisme. La devise du Liberland est « Vivre et laisser vivre » (en tchèque, "Žít a nechat žít"). Son objectif est de fonder une société où l'on peut prospérer sans lois et impôts contraignants. Il prend exemple de pays comme Monaco ou le Liechtenstein.
Vít Jedlička affirme qu'une note diplomatique officielle sera envoyée à la Croatie et la Serbie, et plus tard à tous les autres États, en vue d'une reconnaissance officielle.
Ni la Croatie ni la Serbie n'admettent le point de vue de Vít Jedlička selon lequel les territoires contestés seraient terra nullius, car chacune considère ces territoires comme appartenant à l'autre, la Croatie en se référant à l'ancien lit du Danube, et la Serbie en se référant à l'actuel. Déjà les médias des deux pays accusent Vít Jedlička de vouloir fonder à leurs frontières un paradis fiscal (neporezna oaza - "oasis sans impôts"), et les gardes-frontières croates patrouillent sur le Danube et dans l'espace aérien frontalier pour empêcher l'accès sur Gornja Siga (qui se trouve sur la rive croate de fait).
Vít Jedlička a été arrêté le 9 mai 2015 dans l'après-midi par la police croate alors qu'il voyageait en Croatie à proximité du Liberland mais sans en traverser la frontière. Le 10 mai 2015, après une réunion avec un juge de Beli Manastir et les policiers croates, Vít Jedlicka a été remis en liberté sans poursuite. Le Président du Liberland a qualifié cette arrestation d'opportunité pouvant permettre de clarifier les relations avec la Croatie sur le plan diplomatique. Les démarches vont être poursuivies par Vit Jedlicka pour faire aboutir son projet de fondation du Liberland.

## Emplacement
La superficie de la zone concernée est d'environ 700 hectares (soit à peu près 3 fois la taille de Monaco) — et la majeure partie est couverte de forêt et ne comptait aucun habitant, jusqu'en août 2023, date depuis laquelle plusieurs "citoyens liberlandais" tentent d'habiter les lieux.
Un journaliste du journal tchèque Parlamentní listy, qui s'est rendu sur place en avril 2015, a découvert une maison abandonnée depuis une trentaine d'années (selon les habitants des environs).
Cette maison a été rasée au bulldozer en 2017 (par l'administration croate).
En août 2023, un groupe de "citoyens liberlandais" a commencé, entre autres travaux, à nettoyer les ruines pour tenter d'en rendre les fondations réutilisables.
Le Liberland est situé juste au nord du parc naturel de Kopački Rit.
Les villages croates les plus proches du Liberland sont Zmajevac et Batina.
L'accès est possible par voie terrestre coté croate (par une piste forestière).
Le Liberland est physiquement séparé de la Serbie par le Danube (qui est une voie navigable internationale).

## Structure

### Administration
Un gouvernement composé de « dix à vingt membres » a été suggéré pour l'administration du Liberland. Un système de vote électronique sera utilisé pour élire les membres. Le pouvoir est, provisoirement, administré par trois fondateurs du projet, dont le président actuel.

### Frontières et immigration

En rouge, la frontière revendiquée par la Croatie, en bleu l'actuel thalweg du Danube, frontière de fait. En jaune, territoires revendiqués à la Serbie par la Croatie ; en vert, territoires serbes selon la revendication croate, mais que la Serbie ne reconnaît pas comme siens puisqu'elle ne reconnaît pas la frontière revendiquée par la Croatie. Le Liberland a été proclamé sur le territoire vert le plus grand, marqué "Siga" sur la carte.

Le Liberland fonctionnera sur une politique d'ouverture des frontières.

### Citoyenneté
La devise officielle du Liberland est « Vivre et laisser vivre » (en tchèque : "Žít a nechat žít"). L'objectif de l'État est de fonder une société où les honnêtes citoyens peuvent prospérer sans lois, règlements et impôts d'État inefficaces et contraignants. Les fondateurs sont inspirés par des pays comme Monaco et le Liechtenstein. Vít Jedlička accepte les demandes de citoyenneté, et selon le site officiel, seuls les communistes, les néo-nazis, et les extrémistes ne sont pas admissibles à la citoyenneté,. Fin juin 2015, plus de 300 000 candidatures à la citoyenneté ont été enregistrées. En 2016, le chiffre du demi-million de candidats est dépassé.

### Constitution
Au moment de la fondation du Liberland, la Constitution était encore à l'étape d'élaboration ; elle s'inspire de celle en vigueur en Suisse.
Une première rédaction coopérative de la Constitution du Liberland a été mise en ligne sur le site officiel du Liberland.
La langue officielle est l'anglais.

### Économie et monnaie en vigueur
La monnaie officielle sera fondée sur un système de cryptomonnaie, mais toutes les autres monnaies seront autorisées.
Les politiciens auront l'obligation constitutionnelle d'interdire l'endettement de la Nation.
« N’attendre de l’Etat que deux choses : liberté, sécurité. Et bien voir que l’on ne saurait, au risque de les perdre toutes deux, en demander une troisième. » « L’Etat est une grande illusion qui pervertit la loi. Mon ambition est de trouver le minimum de régulation pour obtenir le maximum de liberté économique individuelle »

### Ordre de l'Étoile du Mérite
Par "décret présidentiel" en date du 13 avril 2016, le "président" Vít Jedlička a instauré l'ordre de l'Étoile du Mérite de la "république libre du Liberland". De nombreuses personnalités du Liberland et étrangères ont déjà été "récompensées" pour leur soutien remarqué à la reconnaissance du Liberland.
Ron Paul, personnalité libertarienne politique américaine, membre du Parti Républicain et ancien représentant du Texas à la Chambre des Représentants, a reçu son passeport diplomatique du Liberland des mains du Président Vit Jedlicka lors de l'Anarchapulco Festival à Acapulco (Mexique) en février 2018.
En juillet 2018, Steve Forbes, rédacteur en chef du célèbre magazine économique FORBES et PDG de la maison d'édition FORBES Inc., a été "décoré" par le "Président Jedlicka" de la Médaille de 1re classe de l'Étoile du Mérite.

### Passeport diplomatique
Le Liberland vend ses passeports diplomatiques pour 5 000 dollars (environ 4 300 euros) payables en bitcoins. En mars 2020, les autorités françaises refusent l'entrée sur son sol des personnes qui tentent d'y pénétrer avec des documents émis par le Liberland car ils sont « fantaisistes et par définition non reconnus par la France ».

## Reconnaissance internationale

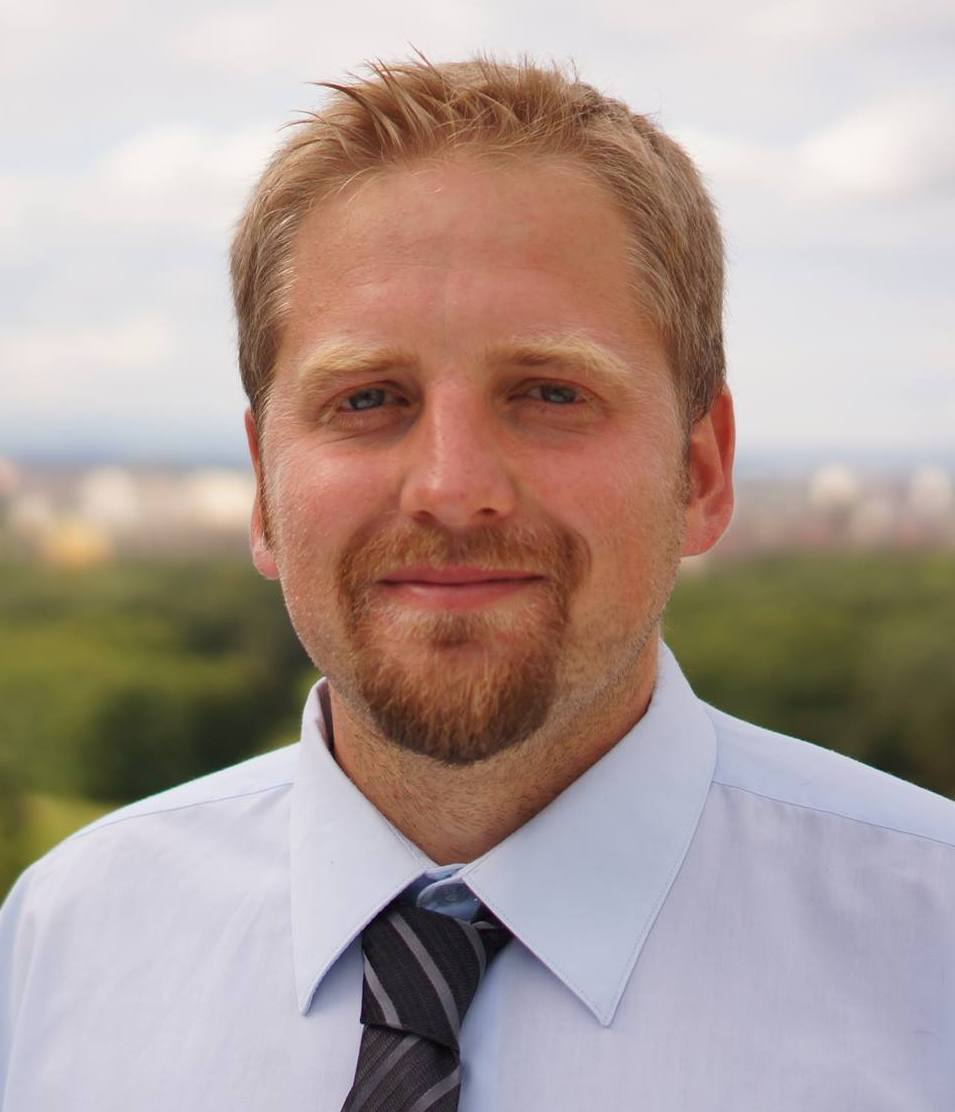
Vít Jedlička, fondateur et premier président de la république du Liberland.

Le Liberland n'est reconnu par aucun membre des Nations Unies.
Néanmoins, le Liberland établit des relations avec le Somaliland, un État autoproclamé en Somalie depuis 1991. Les deux entités ont signé un Protocole d'entente, en septembre 2017, établissant les bases de leurs relations et coopération en termes de technologie, énergie et finances,.

### Positions officielles d'États souverains
- Croatie : Le Liberland est évoqué, en 2015, par le ministre croate des Affaires étrangères et européennes mais publiquement raillé comme étant une plaisanterie[21]. Dans un courrier, en mai 2016, le ministre croate des Affaires étrangères et européennes, Miro Kovač définit le Liberland comme « une idée provocatrice qui a atteint de sérieuses proportions » qui « représente un risque pour la République de Croatie ». Il appelle à la recherche de solutions pour « stopper la promotion et les tentatives de concrétiser l'idée de la création du Liberland », recommandant que le « ministère de l'Intérieur, les Services de Renseignements extérieurs (SOA), le ministère de la Justice et le Ministère des Affaires étrangères et européennes coordonnent leurs actions pour arrêter cette idée provocatrice »[22]. Le 17 janvier 2017, Liberland est discuté et débattu au Parlement de Croatie par le député Ivan Pernar du parti Zivi Zid, qui estime que la Croatie devrait considérer sa reconnaissance[23].
- Serbie : Le ministre des Affaires étrangères serbe déclare que « le Liberland ne touche pas les frontières de la Serbie », mais estime que le projet est « frivole »[24].
- Égypte: Le ministère des Affaires étrangères égyptien a mis en garde sur la possibilité d'escroqueries liées au Liberland visant des personnes à la recherche d'un emploi à l'étranger : « Les Égyptiens devraient se renseigner auprès du ministère des Affaires étrangères plutôt que dans les réseaux sociaux avant de chercher du travail à l'étranger »[25].
- Pologne: Le 24 juillet 2016, sept membres du Kukiz'15 élus à la Diète (Parlement polonais), en collaboration avec des activistes locaux du Liberland, demandent au ministre des Affaires étrangères Witold Waszczykowski quand la Pologne reconnaîtra la République du Liberland comme État indépendant[26]. Sans réponse, la question est reposée en août[27]. Finalement, en septembre, la Pologne annonce que le Liberland ne remplit pas les critères nécessaires pour prétendre à l'autodétermination[28].
- République tchèque : Le ministère des Affaires étrangères de la République tchèque s'est désolidarisé des activités de Jedlička, qui est tchèque. Le ministère ajoute que « M. Jedlička, comme tout citoyen tchèque séjournant sur les territoires de Croatie ou Serbie, se doit de respecter les lois locales ». La République tchèque considère les activités de M. Jedlička comme étant « inappropriées et potentiellement préjudiciables »[29].

### Position d'États non reconnus internationalement
- Somaliland a établi un processus de reconnaissance mutuelle avec le Liberland et entamé une coopération sur plusieurs fronts (technologie, énergie et finances)[30],[31].

### Positions officielles de partis politiques
Plusieurs partis mineurs, la plupart de tendance libertarienne, ont apporté leur soutien à la création du Liberland.
- Canada: Le 19 février 2018, par la voix de son leader Tim Moen (en), le Parti libertarien du Canada exprime son soutien à la création et reconnaissance du Liberland[32].
- Espagne: Le 31 mai 2015, le Parti libertarien espagnol (ru) exprime son soutien à la création du Liberland[33].
- Suisse: Le 16 avril 2015, le Parti libertarien, dirigé par Brenda Mäder, soutient la création du Liberland et appelle à sa reconnaissance par le gouvernement suisse[34].
- République Tchèque: En mai 2015, le leader du Parti des citoyens libres, Petr Mach exprime son soutien à la création du Liberland et écrit qu'il voudrait que « la République tchèque devienne un pays comme le Liberland »[35].
- Turquie: Le Parti libéral-démocrate reconnait le Liberland comme État indépendant[36].
- États-Unis: En décembre 2018, le Parti libertarien exprime son soutien à la création et reconnaissance du Liberland[37].

### Positions officielles d'autres micronations
Quelques micronations ont immédiatement exprimé leur soutien au Liberland.
- Le Royaume d'Enclava, qui réclame aussi une poche de territoire au nord du Liberland, a reconnu la micronation[38].
- La Principauté de Sealand a apporté son soutien à la création du Liberland[39],[40].
- Le Royaume du Soudan du Nord, qui réclame la zone du Bir Tawil à la frontière entre l'Égypte et le Soudan, a reconnu le Liberland[41].

### Positions des organisations internationales
- Le 16 avril 2017, Bitnation annonce un partenariat avec le Liberland[42].
- Le 20 avril 2017, Liberland dépose une demande d'admission de l'UNPO (Organisation des nations et des peuples non représentés). La demande est officiellement présentée et défendue le mois suivant à Bruxelles. En juin 2017, une délégation de la micronation est invitée pour observer les processus de la 13e Assemblée Générale au cours de laquelle le Président et membres de la présidence ont été élus[43].